# The Bunny's
The Bunny's（ザ・バニーズ）は、日本のロックバンド。ローリング・ストーンズ、AC/DC、エアロスミス、キャロルなどの普遍的なロックをベースにしている。

## メンバー
- 池田裕一 （ボーカル）1960年 東京都葛飾区出身
- 中澤祐司 （ギター）1962年 東京都葛飾区出身
- 大木陽一郎 （ドラムス）1970年
- 植木 敦（ベース）1967年 東京都葛飾区出身
- 篠田ヨシノブ(ギター)1989年
- 関根雅邦 （キーボード）1970年 千葉県出身（現在活動休止中）

### 元メンバー
- 増田直記 （ギター）1961年 三重県出身
  - 1991年にSHADY DOLLSへ移籍。
- 田邉俊一郎（ベース）2024年10月23日逝去

## 略歴
- 1982年
  - ボーカルの池田がメンバー募集をしていたギターの中澤のバンドのオーディションに参加し逆に中澤を引き抜き、元「ザ・ベガーズ」[注 1]の中井俊樹らと共に、前身となるバンド「Dance」を結成。
- 1988年
  - 幾度かのメンバーチェンジの繰り返しを経て、現メンバーとなる。
  - 12月、上野「エルビスサウンド」にてこのメンバーでのデビューライブ。（バンド名はDance）
- 1989年
  - 「いか天」出演決定を機にバンド名を変更。葛飾区奥戸の”デニーズ”でのミーティングで「The Bunny's」と決定する。
  - 5月、『三宅裕司のいかすバンド天国』（TBS）に出演。「ベストコンセプト賞」「審査員特別賞」受賞。月間ベスト10バンドに選ばれ「イカ天・完全完奏版5月」発売。
  - 番組出演時の衣装は全員、青のニッカポッカ。演奏曲目は「Midnight Blues」。
  - 当時の所属事務所は「SKサウンドコーポレーション」[注 2]。
  - 11月、内田裕也ニューイヤーロックフェスティバルのオーディションにて全国1,200バンドの中から頂点となる。[1]
  - 12月、有楽町ニッポン放送で行われた記者会見は内田裕也はもちろん関西から選出された「市民」も同席した。この年の暮れより4年間にわたり同フェスティバルに出演。[2]
- 1990年
  - 映画『魚からダイオキシン!!』に出演。
- 1998年
  - The Bunny's結成10周年記念イベントを開催（元RCサクセション・小川銀次と共演）。
- 2010年
  - 8月、JCNコアラ葛飾・熱い人応援プロジェクト「ドキュメンタリー The Bunny's/池田裕一」オンエアー。[3][出典無効]
  - Highways Recordsより、「ロックンロールダイナマイト」発売。
- 2011年
  - 2月、かつしかFM「ザ・バニーズのロックンロールダイナマイト」スタート。（2012年6月終了）
- 2013年
  - イケベ×エピフォンGRANDPRIX「ベストパフォーマー賞」受賞。[4][出典無効]
- 2019年
  - The Bunny's主催ライブ「うさぎ組の発表会」スタート

| 日時              | 出演者                                              | 場所           |
| ----------------- | --------------------------------------------------- | -------------- |
| 第1回 2019.8.10.  | 朝霞たま ありんすⅡ The Bunny's                      | 錦糸町パピーズ |
| 第2回 2019.10.19. | DYMe Messiah Kanon ありんすⅡ The Bunny's            | 錦糸町パピーズ |
| 第3回 2019.12.14. | The Distons Gorgeous Bathroom ありんすⅡ The Bunny's | 錦糸町パピーズ |
| 第4回 2020.2.8.   | KO-TA俱楽部 登坂 隆＋SHUN 凛音＆SHUN The Bunny's    | 錦糸町パピーズ |
| 第5回 2020.11.28. | ナカチーズ 凛音＆SHUN ありんすⅡ The Bunny's         | 錦糸町パピーズ |

## ディスコグラフィー
- 1986年　カセットアルバム『無修正』 Dance  (Suginami Records)
- 1987年　EP『Little My Last Lady/Tonight』 池田裕一 (Studio-M)
- 1988年　カセットアルバム「Dance Best」 Dance  (Studio-M)
- 1989年　ビデオ「いか天[完全]完奏版」 The Bunny's(BAND STOCK)
- 1990年　CDアルバム「いいかげんにしてくれ」 The Bunny's (BQ-Records)
- 1995年　CDアルバム「ちょっと待ってくださいネーちゃん」 The Bunny's (Studio-M)
- 1998年　CDオムニバスアルバム「か」「こんなもんでいかがでしょうか？/Midnight Blues」 The Bunny's (Music-Box)
- 2000年　CDシングル「乾いた風/穴が熱いぜ」 The Bunny's (Studio-M)
- 2007年　CDアルバム「いい加減」 池田裕一　(CrunchTime Records)
- 2008年　CDアルバム「他力本願」 池田裕一　(CrunchTime Records)
- 2009年　CDアルバム「一石二鳥」 池田裕一　(CrunchTime Records)
- 2010年　CDアルバム「ロックンロールダイナマイト」 The Bunny's (Highways Records)
- 2011年　CDシングル「ぐでんぐでん/あの風にのって」 江本有利　作詞・曲/池田裕一(CrunchTime Records)
- 2012年
  - 8月、CDオムニバスアルバム「ハイ！ハイ！ハイ！」 Maika　作詞・曲/池田裕一　編曲/なつし聡(Yumemino-onsenmura)
  - 10月、CDアルバム「切り札」 池田裕一　(CrunchTime Records)
  - 12月、CDアルバム「一石二鳥デラックス」 池田裕一　(CrunchTime Records)
- 2017年　アルバム「春夏秋冬」全16曲　各4曲入り　作詞・曲/池田裕一
- 2019年「ギャンブラー」作詞・曲/池田裕一 「涙の雨」作詞/ Y.K 曲/池田裕一「SLOW DOWN」